# 本土
本土（ほんど、英: mainland）は、ある国において主となる国土を指す語。離島または属国・植民地等との対比で用いられる。また、ある人の生まれ育った国（本国）を指す語としても使われる。

## 各国・地域での用法

### 日本
日本における「本土」をどのような範囲とするかについては、様々な定義がある。
日本は、領土がすべて島で構成される島国である。国土地理院は、2023年（令和5年）2月28日に、日本全国の島の数は14,125島であると発表している。そのため、これらの島のうちのどの範囲を「本土」と定義するかが問題となる。

#### 公的用法
法律や行政上の区分としては、下記のものがある。ただし、これらはいずれも地理学上の区分ではない。
- 離島航路整備法第2条第1項は、「本州、北海道、四国及び九州」を「本土」とし、「本土に附属する島」を「離島」と定義する[4]。
- 沖縄の復帰に伴う特別措置に関する法律第2条第2項は、「沖縄以外の本邦の地域」を「本土」と定義している[5]。
- 内閣府設置法第4条第3項第25号は、「北方地域以外の地域」を「本土」としている[6]。
- 国土交通省は、北海道・本州・四国・九州・沖縄本島の5島を除く島を「離島」としている。ただし、5島に対して「本土」という語は用いていない[7]。
- 公益財団法人日本離島センターは、「北海道・本州・四国・九州・沖縄本島の5島をいわゆる「本土」とし、それら以外を「島」とすることが多い」としている[8]。

#### 学術的用法
生物学関連では、ホンドギツネ、ホンドタヌキやホンドオコジョのように、生物の和名に「ホンド」が付けられている場合がある。これは、日本列島の島嶼が分布境界線によって区切られる等して、中心部と周辺部とで生物相が相違するためである。北海道などに分布する亜種には、「エゾ」など分布域の名称を冠してキタキツネ、エゾタヌキ、エゾオコジョの和名が付けられている。また、本州、四国、九州に分布するニホンザルがホンドザル、ホンドニホンザルとも呼ばれるのに対して、屋久島に分布する亜種はヤクシマザル等と呼ばれる。

#### 歴史上の用法
歴史的には、近畿を中心とする拡散的領域の事を日本の「本土」と言う。近代には、例えば「日本本土の戦い」のように、本土を共通法第1条における「内地」と同様に「外地を除いた日本の国土」（都庁府県が地方行政を担った地域）の意味で使用する事もある。だが一方で、「本土決戦」のように、沖縄戦でアメリカ軍に占領された沖縄諸島を含まない場合もある。また第二次世界大戦終結後には、引き揚げの際や「本土復帰」のように、「日本政府の主権が及ぶ領域」の意味で使用された場合もある。

#### その他一般的な用法
上記以外の一般的な「本土」の用法では、次の事例のとおり意識の差異が見られる。
- 南日本新聞は佐多岬を「本土最南端」としている[11]。
- 北海道根室市と稚内市、長崎県佐世保市（旧小佐々町）、鹿児島県南大隅町（旧佐多町）の4自治体は、それぞれを「本土最東端」、「本土最北端」、「本土最西端」および「本土最南端」として、「日本本土四極」交流を行っている[12]。
- JR九州は、長らく「日本最南端」の駅であった西大山駅を、沖縄県のゆいレールの開業に伴い「本土最南端」としたが、「沖縄は本土ではないのか」との意見により「JR日本最南端」と改めた[13]。

#### 日本関連項目
- 日本本土の戦い（この場合の「本土」には沖縄県を含む）
- 本土決戦（この場合の「本土」には沖縄県を含まない）
- 本土復帰（この場合の「本土」は「日本政府の主権が及ぶ領域」を指す）
- 日本列島、離島

### 中国
西洋諸国は、清朝が統治する中国のうち漢民族が多数派民族である地域を中国本土（China Proper）と呼んだ。この用法は清時代後期の中国にもたらされて「内地十八省」とも表現されたが、中華民国時代に「中華民族」の概念が広まると排除されるようになり、中華人民共和国成立後は西洋諸国でもほとんど用いられなくなった。

### 香港
香港は、一国二制度等の高度な自治を条件として、1997年にイギリスから中国へと返還された。しかし、その後、中国政府は香港に対する政治的、文化的な統制を強めており、これに反発した香港人の一部は「本土派」を名乗り、中国人ではなく「香港人」として反中国運動や独立運動を行っている。なお、本土派が主張する「本土」には、中国大陸ではなく香港こそが「本土」であるという意味が込められている。

### 台湾
台湾は、日本の降伏を受けて1945年に中国本土を本土とする中華民国（国民政府）の施政下に入った（台湾光復）。しかし、国民政府の失政によって二・二八事件が起きると、第二次国共内戦の敗北（中国大陸の領土喪失）にともなう中央政府の台北移転も相まって国民政府は強権的に台湾の反共・中国化を推し進め、これに反発した本省人の一部は台湾本土化運動を展開した。
1990年代以降、民主化による一連の改革で中華民国は制度上「台湾地区のみを実効支配する国家」へ変貌し、文化的には中国大陸ではなく台湾こそが「本土」であると認識する台湾人が多数派となった。だが一方で、中台関係との兼ね合いから依然として政府は名目上「中国で唯一正統性を有する政府」であり続けている為、一部の台湾人は政治的な脱中国化や台湾独立運動を展開している。

### オーストラリア
オーストラリアでは、オーストラリア大陸から島嶼部を除いた単一の大陸塊の部分をオーストラリア本土 (Mainland Australia) と呼ぶ。この言葉は、タスマニア州とそれ以外の州・地域との関係に言及するときにも使用される。

### フランス
植民地帝国時代以降のフランスでは、国土のうちヨーロッパに存在する国土をフランス・メトロポリテーヌ (France métropolitaine) と呼ぶ。この用法では、本土とそれ以外の植民地または海外県・海外領土とで法制度が異なる場合も多い。

### アメリカ
アメリカ合衆国では、国土のうちアラスカ州とハワイ州を除いた北アメリカ大陸に存在する国土をアメリカ合衆国本土 (Contiguous United States) と呼ぶ。"contiguous"は、「隣接する」、「地続きの」という意味である。

## 歴史上の用法
古代ギリシアの本土は、地中海に半島状に突き出た陸地であり、西側がイオニア海、東側がエーゲ海に面している。周辺の島々と対比されうる。
アレクサンドロス大王による帝国の領域は、古代ペルシアをのみこんで東に広がり、はるか東のインドあたりまで及んだが、本土は古代ギリシアでマケドニアと呼ばれていた地域。
古代ローマ、共和制ローマの本土は、ほぼ現在のイタリアの国土に相当した。
オスマン帝国における本土は、アナトリア半島およびバルカン半島。